# 連想エンティティ
連想エンティティ、関連実体、関連エンティティ (英: associative entity) は関係モデル理論や実体関連モデル理論で使用される用語である。リレーショナルデータベースでは、多対多の関係を解決するために、基本関係（または基本テーブル）を実装する必要がある。この種のエンティティを表す基本関係は、非公式に連想テーブルと呼ばれる。

上記のように、連想エンティティは、連想テーブルを使用してデータベース構造に実装される。連想テーブルは、同じデータベース内の同じまたは異なるデータベーステーブルからの列への参照を含むことができるテーブルである。
連想（またはジャンクション）テーブルは、各データテーブルの主キーを参照することにより、2つ以上のテーブルを一緒にマップする。実際には、多数の外部キーが含まれており、それぞれがジャンクションテーブルから個々のデータテーブルまで多対1の関係にある。連想テーブルのPKは通常、FK列自体で構成される。
連想テーブルは、関連テーブル、ブリッジテーブル、相互参照テーブル、中間テーブル、交差テーブル、結合テーブル、ジャンクションテーブル、リンクテーブル、多対多テーブル、多対多リゾルバ、マップテーブル、マッピングテーブル、ペアリングテーブル、ピボットテーブル（Laravelにおける誤用。スプレッドシートのピボットテーブルと混同）、または遷移テーブルなど、多くの通称で知られる。

## 連想テーブルの使用
連想テーブルの使用例として、ユーザーに権限を割り当てることを考える。複数のユーザーが存在する可能性があり、各ユーザーに0個以上の権限を割り当てる。 1人以上のユーザーに個別の権限を付与することになる。
```
CREATE
 
TABLE
 
Users
 
(

  
UserLogin
 
varchar
(
50
)
 
PRIMARY
 
KEY
,

  
UserPassword
 
varchar
(
50
)
 
NOT
 
NULL
,

  
UserName
 
varchar
(
50
)
 
NOT
 
NULL

);

CREATE
 
TABLE
 
Permissions
 
(

  
PermissionKey
 
varchar
(
50
)
 
PRIMARY
 
KEY
,

  
PermissionDescription
 
varchar
(
500
)
 
NOT
 
NULL

);

-- これは結合テーブルです

CREATE
 
TABLE
 
UserPermissions
 
(

  
UserLogin
 
varchar
(
50
)
 
REFERENCES
 
Users
 
(
UserLogin
),

  
PermissionKey
 
varchar
(
50
)
 
REFERENCES
 
Permissions
 
(
PermissionKey
),

  
PRIMARY
 
KEY
 
(
UserLogin
,
 
PermissionKey
)

);

```

ジャンクションテーブル上でのSELECTステートメントはメインテーブルとジャンクションテーブルを接合する。
```
SELECT
 
*
 
FROM
 
Users
 

JOIN
 
UserPermissions
 
USING
 
(
UserLogin
);

```

これにより、すべてのユーザーとその権限のリストが返される。

ジャンクションテーブルへの挿入には、複数のステップが含まれます。最初にメインテーブルに挿入し、次にジャンクションテーブルを更新する。
```
-- 新しいユーザーの作成

INSERT
 
INTO
 
Users
 
(
UserLogin
,
 
UserPassword
,
 
UserName
)

VALUES
 
(
'SomeUser'
,
 
'SecretPassword'
,
 
'UserName'
);

-- 新しいパーミッションの作成

INSERT
 
INTO
 
Permissions
 
(
PermissionKey
,
 
PermissionDescription
)

VALUES
 
(
'TheKey'
,
 
'A key used for several permissions'
);

-- 最後にジャンクションを更新

INSERT
 
INTO
 
UserPermissions
 
(
UserLogin
,
 
PermissionKey
)

VALUES
 
(
'SomeUser'
,
 
'TheKey'
);

```

外部キーを使用して、データベースはUserPermissionsテーブルの値を独自のテーブルに自動的に逆参照する。